# Gorontalo (lud)

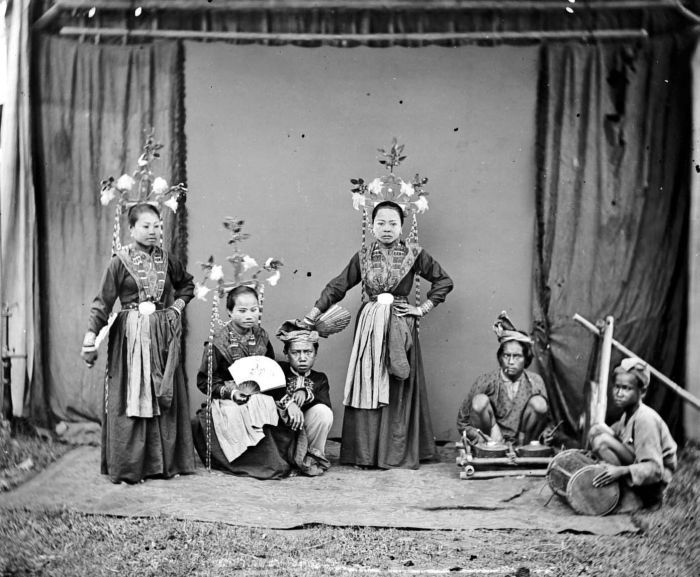
Taniec Tandako

Gorontalo, także Holontalo (Hulontalo) – austronezyjska grupa etniczna zamieszkująca fragment północnej części indonezyjskiej wyspy Celebes (od 2000 r. prowincja Gorontalo). Ich liczebność wynosi 1,2 mln osób.
Posługują się językiem gorontalo (holontalo) z wielkiej rodziny austronezyjskiej. Język gorontalo jest klasyfikowany w ramach grupy filipińskiej. W użyciu są także języki indonezyjski i malajski miasta Manado. Pod względem wyznaniowym są odrębni od pobliskiego ludu Minahasa. Główną religią Gorontalo jest islam w odmianie sunnickiej. Islam przyjęli pod wpływem ludu Ternate. Wpływy muzułmańskie pojawiły się też w okresie rozkwitu Królestwa Gowa (od XVII w.). Od Ternate zapożyczyli elementy terminologii i struktury politycznej. Wśród Gorontalo występują wpływy wierzeń tradycyjnych.
Zajmują się przede wszystkim rolnictwem. Główne uprawy to ryż, kukurydza, sago, pochrzyn i proso. W rejonie jeziora Limboto rozwinęło się rybołówstwo. Mieszkańcy kecamatanów Tapa i Talaga zajmują się tkactwem (tradycyjna tkanina – krawang). Wielu pracuje w handlu i administracji. Skupiska ludności Gorontalo zamieszkują również miasto Manado oraz Dżakartę.
Według mitologii ludowej ich przodkowie to Hulontalangi („ludność, która zeszła z nieba”), którzy osiedlili się na górze Tilongkabila. Tradycyjna rodzina jest mała, matrylokalna, nowoczesna – neolokalna. Praktykowana jest poligynia. Organizacja społeczna opiera się na bilateralnym systemie pokrewieństwa (w linii matki i w linii ojca).
Grupa Polahi jest społecznością izolowaną. Ludność ta zamieszkuje obszary leśne na terytorium kecamatanów Kwandang i Paguyaman. Mają wywodzić się z grupy Gorontalo, która zaczęła żyć w odosobnieniu kilka stuleci temu, nie godząc się na pracę przymusową za czasów kolonialnych.